# Joris Gerits
Joris Gerits (Vilvoorde, 6 september 1943 – Bonheiden, 26 juli 2016) was een Vlaamse auteur, die onder andere in Ons Erfdeel en Dietsche Warande en Belfort publiceerde.

## Biografie
Joris Gerits studeerde Germaanse filologie aan de Katholieke Universiteit Leuven en promoveerde in 1980 op een proefschrift over Hugues C. Pernath. Hij publiceerde vooral over literatuur. Zo verzorgde hij van 1992 tot 2003 in het tijdschrift Streven een vaste rubriek over poëzie. In 2005 publiceerde hij samen met Marleen Smeyers en Yves T'Sjoen een nieuwe uitgave van de verzamelde gedichten van Pernath. Gerits werkte tot 2007 aan de Universiteit Antwerpen als taalbeheerser; hij doceerde er ook Nederlandse literatuur.
In 2007 debuteerde Gerits met 365, een gefictionaliseerde autobiografie.
Eind 2002 werd hij voorzitter van het Vlaams Fonds voor de Letteren tot hij op 1 januari 2010 werd opgevolgd door Jos Geysels.